# Chloroclystis rufofasciata
Chloroclystis rufofasciata är en fjärilsart som beskrevs av Rothschild 1913. Chloroclystis rufofasciata ingår i släktet Chloroclystis och familjen mätare. Inga underarter finns listade i Catalogue of Life.